# Jérôme Porical
Pour les articles homonymes, voir Porical.

a Compétitions nationales et continentales officielles uniquement.

b Matchs officiels uniquement.
Dernière mise à jour le 16 février 2020.
Jérôme Porical, né le 20 septembre 1985 à Perpignan (Pyrénées-Orientales), est un joueur français de rugby à XV jouant au poste d'arrière.
Il a d'abord évolué à l'USA Perpignan, puis au Stade français Paris, au Lyon OU et enfin à l'AS Béziers.

## Biographie

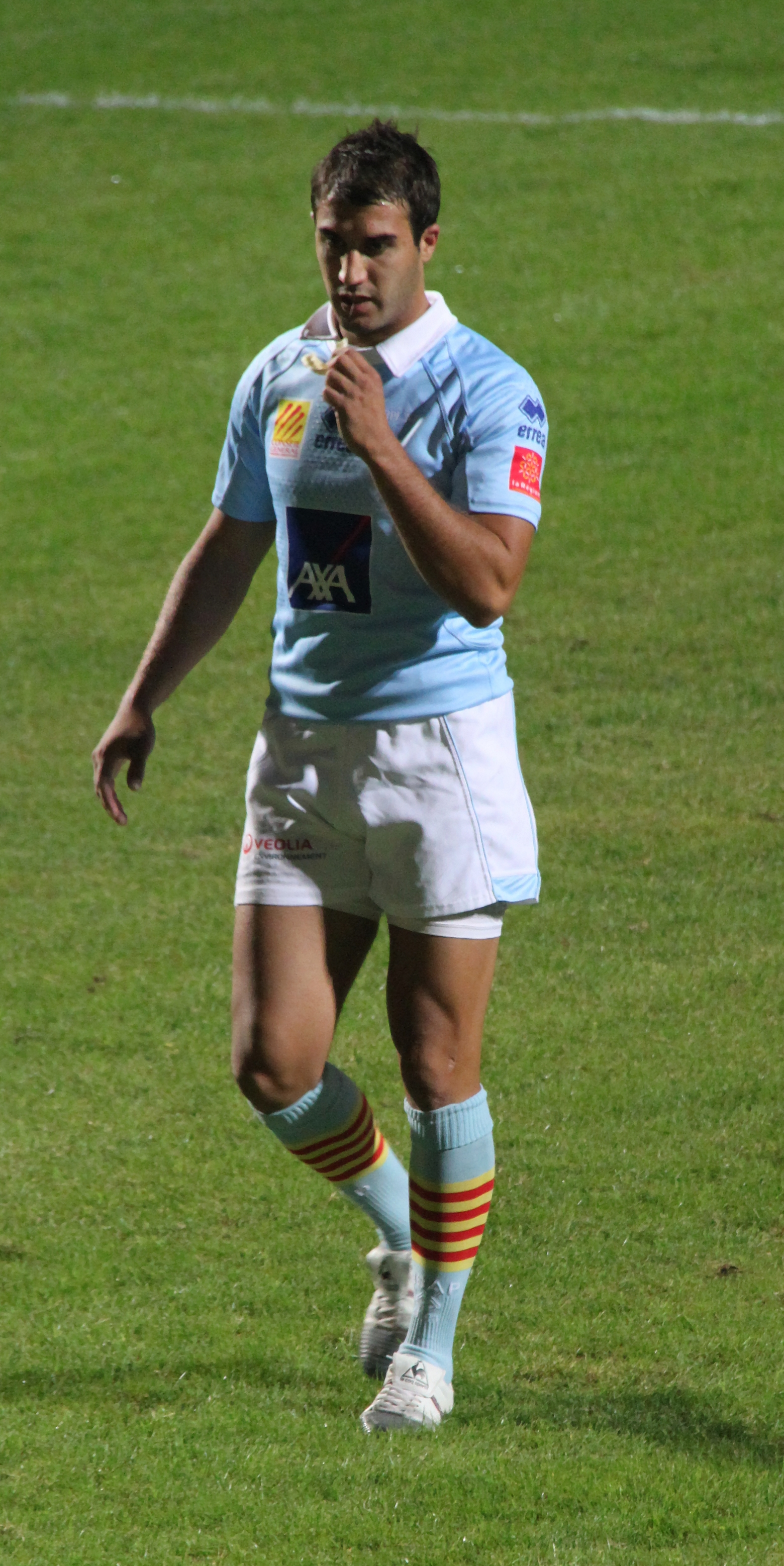
Jérôme Porical avec le maillot de l'USAP en 2011.

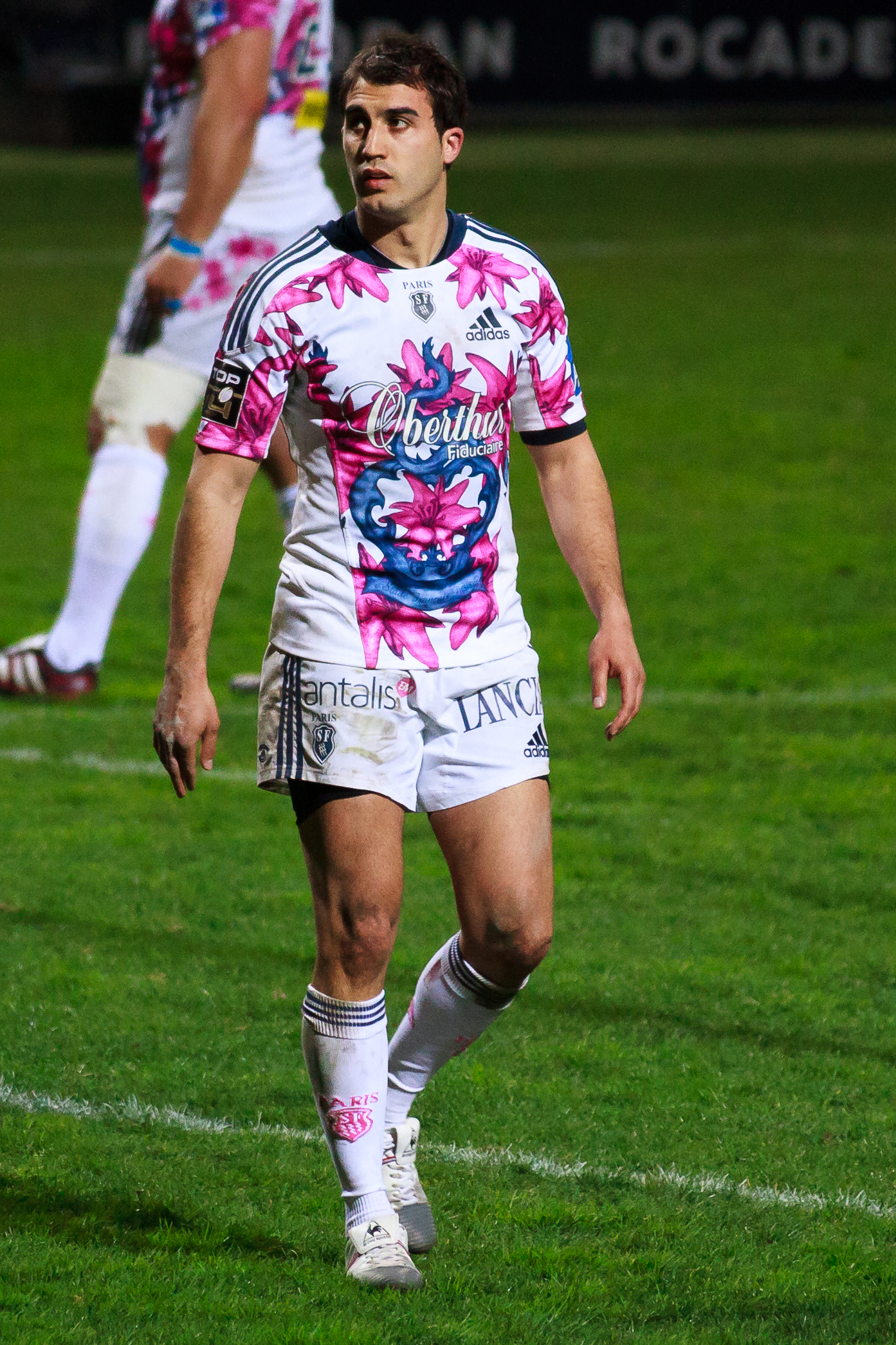
Jérôme Porical avec le Stade français en 2012.

Né le 20 septembre 1985 à Perpignan (Pyrénées-Orientales), Jérôme Porical est l'héritier d'une tradition familiale puisque son père Gérald Porical et son grand-père Paul Porical ont également joué à l'USAP.
En novembre 2009, il est invité avec les Barbarians français pour jouer un match contre un XV de l'Europe FIRA-AER au Stade Roi Baudouin à Bruxelles. Ce match est organisé à l'occasion du 75e anniversaire de la FIRA – Association européenne de rugby. Les Baa-Baas l'emportent 26 à 39.
Il a honoré sa première cape internationale en équipe de France le 26 juin 2010 contre l'équipe d'Argentine.
En avril 2012, il s'engage au Stade français à partir de la saison 2012-2013. Il est ensuite libéré de sa dernière année de contrat avec le Stade français, il signe un contrat de 3 ans en faveur du Lyon OU.
En 2017, il signe avec l'AS Béziers Hérault en Pro D2 un contrat d'un an. À l'intersaison 2020, il met un terme à sa carrière .

## Palmarès

### En club
En professionnel
Avec l’USA Perpignan
- Championnat de France de rugby à XV : 
  - Champion (1) : 2009
  - Finaliste (1) : 2010

Avec le Stade Français
- Challenge européen
  - Finaliste (1) : 2013

Avec le Lyon OU
- Pro D2 :
  - Champion (1) : 2016

En junior
Avec l’USA Perpignan
- Championnat de France Cadets (Stade de France) :
  - Finaliste (1) : 2001
- Championnat de France Crabos :
  - Champion (1) : 2002
- Coupe Frantz Reichel :
  - Champion (1) : 2005

### En sélection nationale
- 4 sélections en équipe de France en 2010.
- 1 pénalité (3 points).